# Heavatar
Heavatar ist eine deutsche Power-Metal-Band.

## Bandgeschichte
Heavatar wurde 2012 von Van-Canto-Gründer Stefan Schmidt als Projekt gegründet. Das Debütalbum  All My Kingdoms erschien am 22. Februar 2013 über Napalm Records. Auf diesem Album fungiert Jörg Michael als Schlagzeuger. Unterstützt wird das Projekt zusätzlich durch Sebastian Scharf (Gitarre) und David Vogt (Bass). Stefan Schmidt selbst spielt eine siebensaitige Gitarre und übernahm den Gesang. Hacky Hackman und Olaf Senkbeil, die schon mit Blind Guardian zusammenarbeiteten, zeichneten für die Chor-Arrangements verantwortlich. Das Coverartwork stammt von dem Fantasy-Künstler Kerem Beyit.

## Musikstil
Heavatar verarbeitet in ihren Songs berühmte klassische Motive, unter anderem von Johann Sebastian Bach, Beethoven und Paganini und bettet diese in Power-Metal-Kompositionen ein.

## Diskografie
- 2013: All My Kingdoms (Napalm Records)
- 2018: Opus II - The Annihilation